# Марк (разбойник)
Марк — легендарный разбойник, действовавший на территории села Соловцово, ныне Новоспасское Ульяновской области в конце XVIII — начале XIX века. Он стал известен как «Новоспасский Робин Гуд» благодаря своему благородству и помощи бедным.

## Биография и деятельность
Согласно легендам, Марк был беглым солдатом или крепостным, который с несколькими товарищами обосновался на Маркиной (Марковой горе) — холме, покрытом густым лесом. Расположение горы у торговых трактов, соединяющих Москву и Оренбург, сделало её идеальной для засады на купцов. Несмотря на разбой, Марк никогда не убивал, а часть добычи раздавал бедным крестьянам.
Одной из самых известных историй является помощь погорельцам деревни Маловка, где после пожара он раздал деньги на восстановление домов.
Марк также известен своими действиями против несправедливости. Например, он жестоко наказал исправника, который издевался над шестилетней девочкой по приказу помещицы из села Голодяевка.

## Личная жизнь и легенды
Легенды рассказывают о его любви к дочери помещика Рокотова по имени Мария. Она предупреждала Марка о засадах, однако их история любви окончилась трагически.
По другой версии, Марк имел дочь от вдовы Евдокии Хвостушкиной, которая продолжила его дело, помогая бедным.

## Наследие
Марк стал настолько знаменит, что его родные и соседи взяли фамилию Марковы, гордясь своим родством с легендарным разбойником. Маркина гора, где он скрывался, до сих пор является символом региона.
Исследование деятельности Марка продолжается. Легенды о разбойнике стали предметом исследований местных историков и сотрудников МКУК «Новоспасский районный краеведческий музей». Однако в местных архивах пока не удалось обнаружить документальных подтверждений реальности личности Марка. Поиски продолжаются.
Предания о разбойнике Марке и Марковой горе признаны объектом нематериального культурного наследия Ульяновской области.